# ويليام أورورك
ويليام أورورك (بالإنجليزية: William O'Rourke)‏‏ (4 ديسمبر 1945 في شيكاغو - ) روائي، وصحفي من الولايات المتحدة.